# Taufbecken (Saulcet)

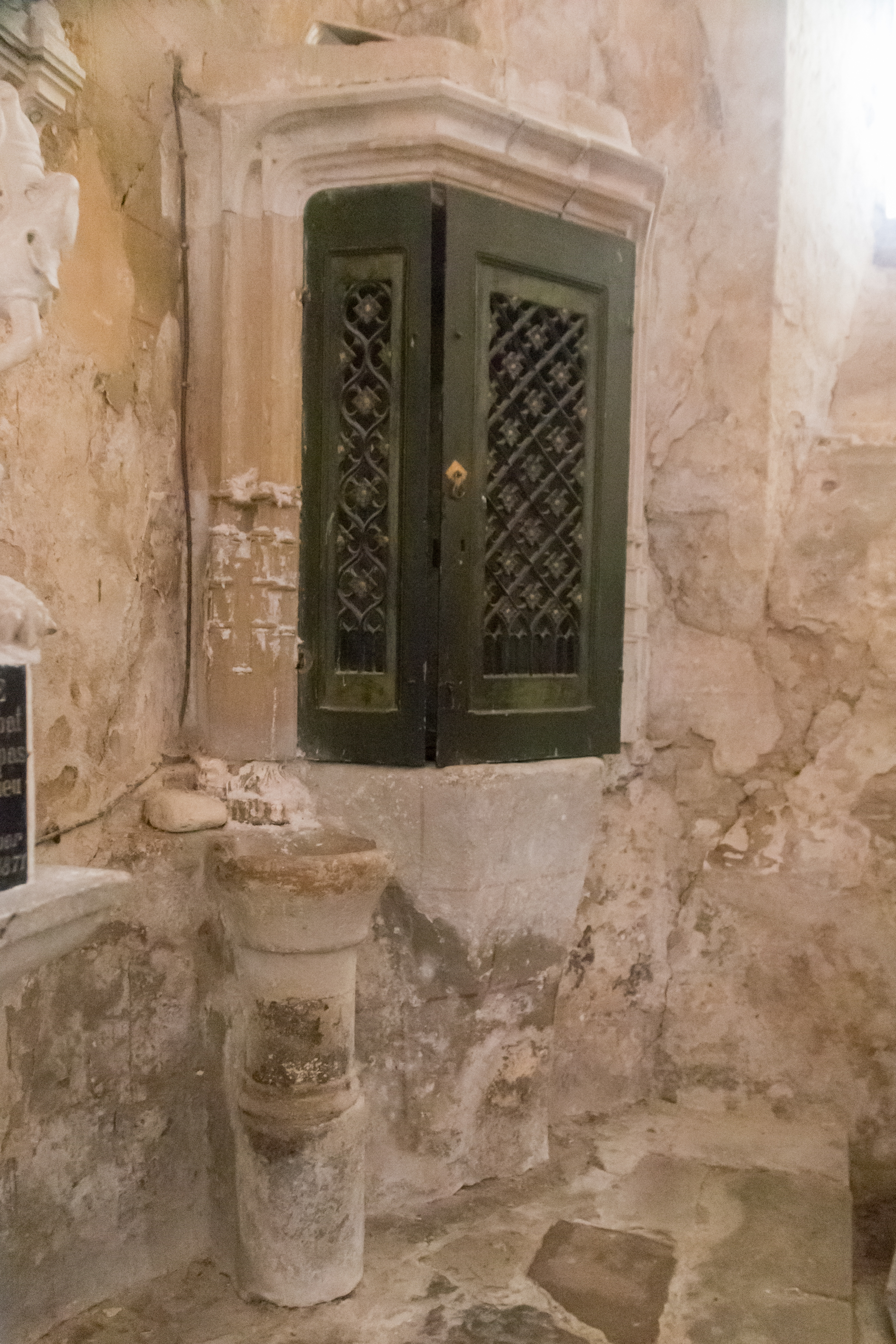
Taufbecken in der Wand und davor Piscina in Saulcet

Das Taufbecken in der Kirche St-Julien in Saulcet, einer französischen Gemeinde im Département Allier der Region Auvergne-Rhône-Alpes, wurde im 14. Jahrhundert geschaffen. Das Taufbecken aus Stein wurde 1904 als Monument historique in die Liste der geschützten Objekte (Base Palissy) in Frankreich aufgenommen.
Das Becken ist in eine Mauer integriert und wird von einer hölzernen Wand mit Tür verschlossen. Davor steht eine runde Piscina aus Stein, deren Sockel kanneliert ist.